# 현물 임금

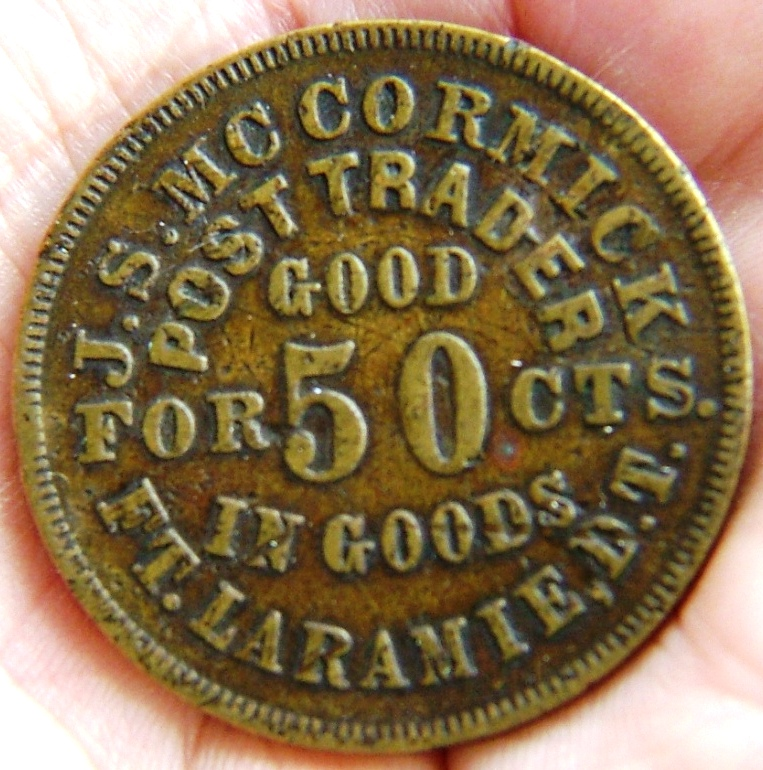
포트 라라미 다코타 준주에서 현물 급여제에 사용된 황동 거래 토큰

현물 임금(truck wages)은 일반적인 돈이 아닌 현물 급여 (즉, 상품 및 서비스 포함)의 형태로 지급되는 임금이다. 소매업체와의 신용판매; 또는 회사표, 전표, 바우처 또는 토큰과 같은 화폐 대용물이 이에 해당한다. 현물 임금은 현물 급여제(truck system)의 특징이며, 많은 국가의 노동법에 의해 금지되어 있다.
이 문맥에서 "트럭"(Truck)은 "교환" 또는 "물물교환"을 의미하는 비교적 고문체 영어 단어이다.

## 현물 급여제
현물 급여제는 근로자를 기만하거나 착취하기 위해 현물 임금이 사용되는 다음 두 가지 관행 중 하나 또는 둘 다를 포함한다.
- 첫째, 현물 임금은 동일한 작업에 대해 일반적으로 지급될 금액보다 시장 가치가 현저히 낮다.
- 둘째, 현물 급여제는 직원이 수입을 사용하는 방식을 제한한다. 예를 들어, 신용판매 또는 회사표는 독점적인 회사 소유 상점에서 물품을 구매하는 데만 사용할 수 있으며, 이곳에서는 가격이 인위적으로 높게 책정된다. 회사 상점이 필요한 물품에 대해 회사표를 수락할 수 있고 수락할 의사가 있는 유일한 당사자인 한, 가격을 낮추기 위한 의미 있는 경쟁은 없다. 따라서 현물 급여제는 직원이 필수품 소매 독점에 종속되도록 요구되는 폐쇄 경제 시스템에 의존한다.

현물 급여제는 노동법 및 고용 기준, 그리고 영국 현물 급여법과 같은 입법에 의해 많은 국가에서 명시적으로 불법화되었다.

## 역사

### 영국
현물 급여제는 오랫동안 세계 여러 지역에 존재했지만, 18세기와 19세기 초 영국에서 널리 퍼져 있었다. 현물 급여제를 억제하기 위한 오랜 입법 역사(현물 급여법)에도 불구하고, 20세기까지 흔하게 사용되었다. 1827년 맨체스터 면직물 제조업자에 대한 기소에서 한 근로자는 9개월 동안 단 2실링의 임금만을 받았으며, 나머지는 "제조업자의 딸이자 계산원이었던 사람에게서 [상품으로] 받아야 했다"고 증언했다.
영국에서 현물 급여제는 때때로 토미 시스템(tommy system)으로 불렸다. 1901년판 브루어의 구절 및 우화 사전은 토미 상점에 대해 다음과 같이 언급한다:

작업자들이 돈의 일부를 상점을 위해 사용하도록 기대되는 급여 방식. 토미는 빵이나 한 조각의 롤빵, 또는 작업자가 손수건에 담아 가는 음식을 의미한다. 이는 또한 돈 대신 물품을 의미하기도 한다.

농업 개혁가이자 정치 개혁가인 윌리엄 코벳은 그의 《전원 승마》의 "미들랜드 투어"에서 울버햄프턴과 슈루즈베리에서 "트럭 또는 토미 시스템"의 사용을 보고한다. 그는 토미의 논리를 다음과 같이 설명한다.
토미 시스템의 방식은 다음과 같다. 100명의 직원을 고용한 고용주가 있다고 가정해보자. 이 100명의 직원이 각각 주당 1파운드를 번다고 가정하자. 철공소에서는 그렇지 않지만, 다른 예로 우리의 의미를 설명할 수 있다. 이 사람들은 매주 100파운드 전체를 음식, 음료, 의류, 침구, 연료, 그리고 집세에 사용한다. 이제, 고용주는 그의 무역 이윤이 크게 감소하고 동시에 매주 100파운드를 지불할 돈이 부족하며, 이 100파운드가 한 번에 여러 종류의 상인들, 즉 정육점, 빵집, 포목상, 모자상, 신발상인 등에게 흘러가는 것을 보게 된다. 그리고 평균적으로 이 상인들이 모두 30% 이상의 이윤을 얻어야 한다는 것을 알기 때문에, 그는 이 30%를 자신이 가져가기로 결정한다. 이는 상인으로서 주당 30파운드를 버는 것이며, 연간 1,560파운드에 달한다. 따라서 그는 토미 상점을 차린다. 주류와 숙소를 제외하고 작업자가 필요로 하는 모든 상품을 담고 있는 긴 장소이다.
코벳은 토미 시스템 자체에 잘못된 점을 보지 않지만, "제조 토미 작업의 경우 유일한 문제는 고용주가 상인들보다 더 높은 가격을 청구하는지 여부"라고 언급한다. 그러나 보장된 시장을 고려할 때, 코벳은 고용주가 시스템을 남용할 이유가 없다고 본다. 하지만 그는 시골 지역에서 상인의 사실상 독점을 언급한다.

나는 시장과 박람회의 억압, 그리고 그에 따른 시골 상인들이 가진 착취적인 권한이 얼마나 잔인한 영향을 미치는지 자주 언급해야 했다. 그리고 이 상인들이 잉글랜드의 모든 노동자들을 끊임없이 빚지게 하고, 평균적으로 5~6주치 임금에 대한 담보를 가지고 있으며, 그들이 원하는 대로 어떤 가격이든 강탈하게 만든다는 사실을 생각해보면 얼마나 기이한 일인가.

### 미국
미국 초기 역사에서 현물 급여제가 존재했던 한 가지 이유는 국가적인 형태의 지폐가 없었고 주화 공급이 부족했기 때문이다. 지폐는 유통되는 화폐의 대부분을 차지했다. 지폐는 금과 은에 비해 할인되어 유통되었고 (예: 5달러 지폐가 4.50달러의 주화로 교환될 수 있었다), 할인율은 발행 은행의 재정 건전성과 은행과의 거리에 따라 달라졌다. 금융 위기 동안 많은 은행들이 파산했고 그들의 지폐는 가치를 잃었다.

### 오스트레일리아/뉴질랜드
선원가요 "웰러맨"의 후렴구는 돈 대신 물품으로 급여를 지불했던 오스트레일리아의 포경업 공급업체 웰러 브라더스를 언급한다. 이는 뉴질랜드의 포경 기지에 근무하는 노동자들에게 해당된다.
곧 웰러맨이 오시길
우리에게 설탕과 차와 럼을 가져다주시길.
언젠가 혀 작업이 끝나면 ["tonguing" = 잡은 고래를 해체하고 가공하는 것]

우리는 떠나 집에 갈 거야.
이 숨겨진 의미는 "언젠가"가 결코 오지 않는다는 것이다. 왜냐하면 임금이 없기 때문에 노동자들은 고향으로 돌아갈 배삯을 감당할 수 없었기 때문이다.

## 기업도시와의 관계
현물 급여제는 종종 기업도시 (노동자들을 주거시키기 위해 고용주가 소유한 공동체)와 병행하여 존재했으며, 기업도시는 대개 기업 상점을 포함했다. 그러나 현물 급여제가 기업도시의 존재를 위한 전제 조건은 아니며 그 반대도 마찬가지이다.
현물 급여제는 오랫동안 정착되고 인구 밀도가 높은 지역에서 종종 지속되었는데, 이 지역에는 많은 고용주와 많은 상인들이 명목상 서로 경쟁하고 있었다. 이러한 지역에서 현물 급여제의 존재는 고용주가 직원들에게 회사 상점에서 교환할 수 있는 회사표로 급여를 지불할 수 있는 능력에 달려 있었다. 이러한 구조는 잠재적인 인근 경쟁업체들이 그들의 상점에서 회사표를 (또는 적어도 경쟁력 있는 환율로) 받을 수 없는 위치에 있다는 것을 의미했다. 왜냐하면 회사표를 발행하는 회사가 비직원들로부터도 그것을 받을 의향이 있더라도, 그것은 회사에서 정한 가격으로 상품과 교환하여서만 받을 것이기 때문이다. 이와 관련하여, 회사표의 양도성에 대한 고용주의 정책은 회사와의 관계와 상관없이 소지하는 누구에게서나 받을 의향이 있는 것(가장 덜 제한적)부터, 지불된 사람 외에는 누구에게서도 회사표를 받지 않는 것(가장 제한적)까지 다양했다. 정책이 덜 제한적일수록, 회사표로 급여를 받은 노동자들은 회사 상점에서 제공할 수 없거나 (또는 제공하기를 꺼리는) 상품 및 서비스와 교환하거나 (아마도 할인된 가격으로), 또는 그러한 상품 및 서비스를 얻기 위한 현금으로 회사표를 교환할 가능성이 더 커졌다. 실제로, 고용주들이 회사표로 지불하는 것에 대해 종종 내세우는 정당화는 그것이 노동자들이 수입을 술이나 성매매와 같은 "부도덕한" 상품 및 서비스에 쓰는 것을 막아준다고 주장하는 것이었다.
반면에, 외딴 지역에 위치한 기업도시는 기업 상점에 대한 잠재적인 경쟁을 막고 현금을 충분히 공급할 수 있는 능력을 가지고 있다면, 실제로 현물 급여제를 사용하지 않고도 현물 급여제와 유사한 방식으로 노동자들을 착취할 수 있다. 만약 회사 상점이 외딴 지역의 직원들이 상품을 얻기 위해 합리적으로 접근할 수 있는 유일한 공급업체라면, 그러한 회사는 회사 상점에서 부풀려진 가격으로 (역시 현금으로) 청구하면서 임금을 현금으로 지불할 수 있는 위치에 있다.

## 같이 보기
- 기업 상점
- 기업도시
- 임금노예
- 부채 속박